# Zerowa zasada termodynamiki

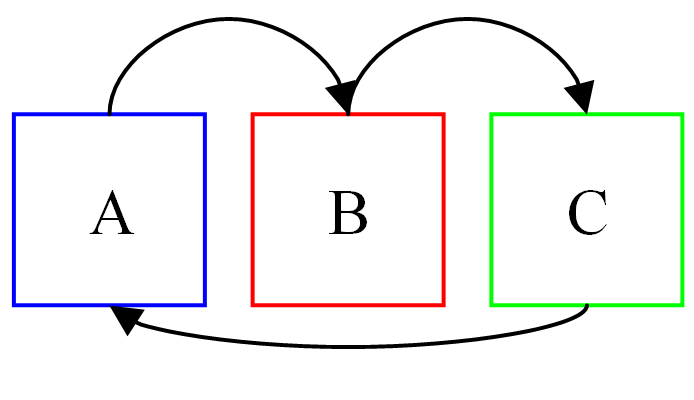
Jeśli układy A i B oraz B i C mogące ze sobą wymieniać ciepło są ze sobą w równowadze termicznej, to układy A i C również są ze sobą w równowadze termicznej

Zerowa zasada termodynamiki głosi, że:
Jeśli układy A i B mogące ze sobą wymieniać ciepło są ze sobą w równowadze termicznej, i to samo jest prawdą dla układów B i C, to układy A i C również są ze sobą w równowadze termicznej.
Z zerowej zasady wynika istnienie temperatury empirycznej. Istnieje mianowicie taka wielkość fizyczna {\displaystyle \beta ,} która jest równa dla układów A i B, będących ze sobą w równowadze termicznej. W rzeczywistości takie określenie nie oznacza jeszcze znanej temperatury {\displaystyle T,} ponieważ {\displaystyle \beta } może być dowolną funkcją {\displaystyle T.}
Zerowa zasada termodynamiki stwierdza także, że ciało w równowadze termodynamicznej ma wszędzie tę samą temperaturę.